# Margaret Calvert
Margaret Vivienne Calvert (Durban, 12 maggio 1936) è una designer britannica.

## Biografia
Nota per la progettazione dei segnali stradali del Regno Unito, è stata nominata cavaliere dell'Ordine dell'Impero Britannico.
Con il collega Jock Kinneir, ha disegnato molti dei cartelli stradali utilizzati in tutto il Regno Unito, e il tipo di carattere e di font utilizzato sui cartelli stradali e sul sistema ferroviario britannico oltre ad una versione iniziale dei cartelli utilizzati negli aeroporti. Il carattere tipografico sviluppato da Calvert e Kinneir è stato ulteriormente sviluppato in New Transport e utilizzato per il sito Web GOV.UK a dominio singolo nel Regno Unito.
Nata in Sudafrica, Calvert si è trasferita in Inghilterra nel 1950, dove ha studiato alla St Paul's Girls 'School e al Chelsea College of Art.
Ha ricevuto una laurea ad honorem dall'Università delle Arti di Londra nel 2004.
Nel 2015 è stata premiata con il D&AD President's Award.
Calvert è stata nominata Ufficiale dell'Ordine dell'Impero Britannico (OBE) nel 2016, per i servizi dati sulla sicurezza stradale.
Nel giugno del 2018, Calvert ha ricevuto il titolo di professore onorario dall'università delle arti di Bournemouth.